# Тімоті Бадд
Тімоті Бадд (англ. Timothy Budd) — доцент кафедри інформатики Орегонського університету. Автор підручників та розробник мови програмування «Леда».